# 88. Sinfonie (Haydn)
Die Sinfonie Nr. 88 G-Dur komponierte Joseph Haydn um das  Jahr 1787.

## Entstehung der Sinfonien Nr. 88 und 89

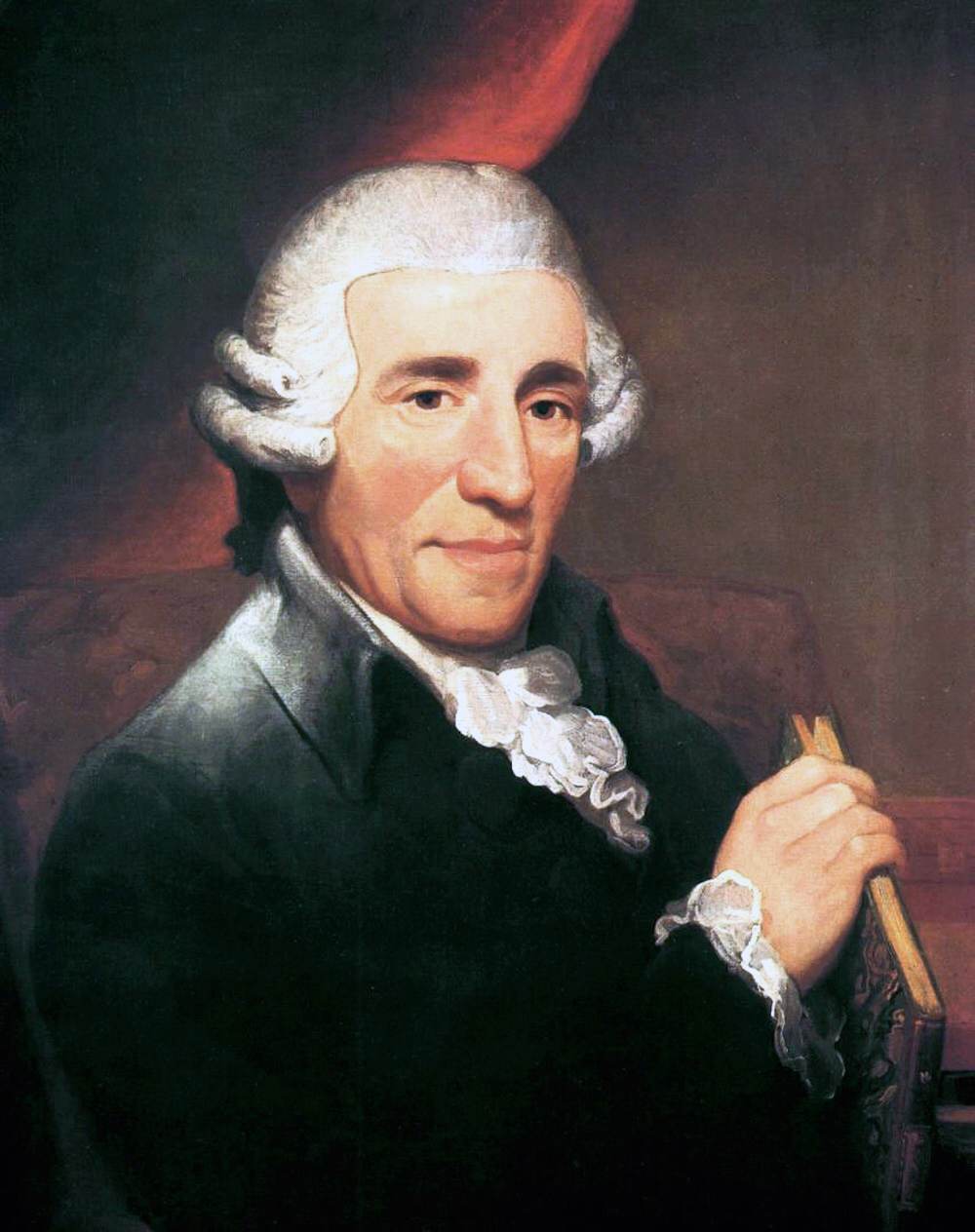
Joseph Haydn

Nach dem großen Erfolg der „Pariser Sinfonien“ (siehe bei der Sinfonie  Nr. 82) komponierte Joseph Haydn in  den Jahren 1787 bis 1789 in Wien und Esterháza die fünf Sinfonien Nr. 88 bis 92. Auch hier war ein Bezug zu Paris gegeben, wobei die Entstehungsgeschichte wegen der Druckrechte kompliziert ist (siehe unten). Nr. 88 und Nr. 92 gehören zu den häufiger gespielten Sinfonien Haydns, während Nr. 89, 90 und 91 eher selten im Spielplan und als Einspielung auftreten.
1788 reiste Johann Peter Tost, der von 1783 bis 1789 Geiger im Esterhazyschen Orchester war, nach Paris. Haydn gab ihm sechs neue Streichquartette (Opus 54 und 55) und zwei neue Sinfonien (Nr. 88 und 89) mit, die Tost wahrscheinlich an den Verleger Siebert verkaufen sollte. Bereits im November 1788 hatte Haydn jedoch davon gehört, dass auch der Wiener Verleger Artaria beabsichtigte, die Werke zu veröffentlichen. Dies versetzte Haydn in Unruhe, da er annehmen musste, Tost habe die Werke auch an Artaria verkauft: „Ich habe dieser Tagen vernohmen, daß Euer Wohl gebohren meine allerletze 6 neue quartetten, samt 2 neue Sinfonien, von Herrn Tost an sich sollten gekauft haben, da ich aus verschiedenen Ursachen gerne wissen möchte, ob es denn also, oder nicht, so ersuche ich Sie höflichst mir mit erstem Posttag davon Nachricht zu geben“ (Brief vom 22. September 1788 an Artaria).
Vermutlich wollte Haydn neben Nr. 88 und 89 zwei weitere Sinfonien für Siebert komponieren (Brief an Joseph Eybler vom 22. März 1789: „… dass zwey von den meinigen Sinfonien, die ich für den H. Tost componirte, bald in stich erscheinen werden. Die anderen zwey aber werden erst in etwelchen Jahren zum Vorschein kommen.“).
Dann schreibt Haydn am 5. April 1789 unter Bezug auf die mögliche Veröffentlichung bei Artaria an Siebert: „Monsieur, Mich wundert es sehr, daß ich von Ihnen noch kein Schreiben erhalten habe, indem, wie mir Herr Tost schon vor langer Zeit geschrieben, Sie 4 Sinfonien, und 6 Clavier Sonaten um hundert Louis d´or an sich gekauft hätten: ich bedaure von meiner Seite, indem ich H. Tost die 4 Sinfonien auf diese arth schuldig bin, dass er mich noch auf diese 4 Stück 300 f. zu zahlen hat. wollen Sie diese bezahlung deren 300 f. auch sich nehmen, so verbinde ich mich Ihnen diese vier Sinfonien zu Componiren, von denen 6 Clavier Sonaten aber hat Herr Tost von mir gar keine Pretension. Er hat Ihnen also betrogen, und können Sie hierüber Ihre Rechte in wienn suchen. nun bitte ich mir aufrichtig zu schreiben, wie, und auf was art sich Herr Tost in Paris aufführte, ob er keine Amour allda hatte, und ob Er auch die 6 quartetten, und wie theuer, an Sie verkauft habe. item, ob die quartetten und die 2 Sinfonien bald in Stich erscheinen werden, alles diss bitte ich, mir alsogleich zu berichten.“
Am 1. Juli 1789 kündigte dann tatsächlich Artaria in Wien dieselben Werke (Nr. 88 und 89) an. Haydn schrieb daraufhin am 5. Juli 1789 an Artaria: „Nun möchte ich gerne eine Wahrheit wissen, und zwar, von wem Sie die 2 neue Sinfonien, so Sie letzthin angekündigt, erhalten haben, ob Sie solche directe von Herrn Tost an sich gekauft oder durch Herrn Sieber aus Paris schon gestochen überkommen haben. Sollten Sie dieselben von Herrn Tost an sich gekauft haben, so bitte ich Sie dringend, mir darüber eine aparte schriftliche Versicherung verabfolgen zu lassen, weil, wie ich höre, Herr Tost vorgäbe, als hätte ich diese 2 Sinfonien an Sie verkauft und ihme dadurch einen großen Schaden zugefügt.“
Inzwischen war u. a. am 14. Juli 1789 in Paris die Bastille erstürmt worden. Nachdem Sieber vermutlich auf Haydns Gehaltsforderung (Brief vom 5. April 1789) eingegangen war, schreibt Haydn am 28. August 1789, dass er die vier Sinfonien komponieren wolle und dass eine davon die „National-Sinfonie“ heißen solle (d. h. für Frankreich). Haydn hat diese außer (den bereits 1787 komponierten) Nr. 88 und 89 jedoch offenbar nie komponiert. Im Juli 1789 erscheinen dann Nr. 89 und 88 (in dieser Reihenfolge) weiterhin bei Longman & Broderip in London, 1790 in Berlin, Amsterdam und Offenbach.
Nach diesem Vorfall ergriff Haydn Vorsichtsmaßnahmen, um den „Diebstahl“ seiner Sinfonien zu verhindern: Ein Schüler erstellte eine Reinschrift des Werkes, die dann in einzelnen Teilen an verschiedene Kopisten verteilt wurde, so dass diese nicht eine Abschrift des Gesamtwerks anfertigen konnten. Funktioniert hat diese Maßnahme jedoch nicht. Mit den Druckrechten zu den Sinfonien Nr. 88 und 89 hatte Haydn offenbar „geschäftlich den Kürzeren gezogen“.
Vor dem Hintergrund ihrer Entstehungsgeschichte können die Sinfonien Nr. 88 und 89 als (kontrastierendes) Werkpaar verstanden werden. Bemerkenswert an der Sinfonie Nr. 88 (und in der Literatur oft hervorgehoben) sind die „Leichtigkeit“ der Sätze 1 und 4 in Verbindung mit eingängigen Melodien einerseits sowie starker thematischer Arbeit andererseits; weiterhin das Largo (bei dem Haydn erstmals in einem langsamen Satz Trompeten und Pauken einsetzt)  mit seiner besonderen Klangfarbe, die auch Johannes Brahms besonders geschätzt haben soll: Nach Donald Francis Tovey sagte Brahms gegenüber John Farmer, er wünsche sich, dass seine neunte Sinfonie wie dieser Satz klinge. Tovey lobt an der Sinfonie Nr. 88, dass Haydns Qualität des Einfallsreichtums und ihre Ökonomie nirgendwo bemerkenswerter seien als in diesem Werk.

## Zur Musik
Besetzung: Flöte, zwei Oboen, zwei Fagotte, zwei Hörner, zwei  Trompeten, Pauken, zwei Violinen,  Viola, Cello, Kontrabass. Über die Beteiligung eines Cembalo-Continuos in Haydns Sinfonien bestehen unterschiedliche Auffassungen. Pauken und Trompeten werden ab dem zweiten Satz eingesetzt.
Aufführungszeit: ca. 25 Minuten (je nach Einhalten der vorgeschriebenen Wiederholungen im 1. Satz)
Bei den hier benutzten Begriffen der Sonatensatzform ist zu berücksichtigen, dass dieses Modell erst Anfang des 19. Jahrhunderts entworfen wurde (siehe dort).  – Die hier vorgenommene Beschreibung und Gliederung der Sätze ist als Vorschlag zu verstehen. Je nach Standpunkt sind auch andere Abgrenzungen und Deutungen möglich.

### Erster Satz: Adagio – Allegro
Adagio: G-Dur, 3/4-Takt, Takt 1–16
Haydn eröffnet die Sinfonie als Folge einfacher, abgesetzter Akkorde im Staccato, die von Pausen unterbrochen sind,  getragen-feierlich wirken und an eine Sarabande erinnern. Die erste, durch Wechsel von forte und piano bestimmte Einheit geht in Takt 8 nach einer Schlusswendung mit punktiertem Rhythmus zu Ende. In Takt 4 tritt in der Violine eine schnelle Sechzehntel-Floskel auf (in ähnlicher Form im folgenden Allegro). Der Neuansatz in Takt 9 führt zur Dominante D-Dur, in der die Einleitung mit der Sechzehntel-Floskel ausklingt.
Allegro: G-Dur, 2/4-Takt, Takt 17–266

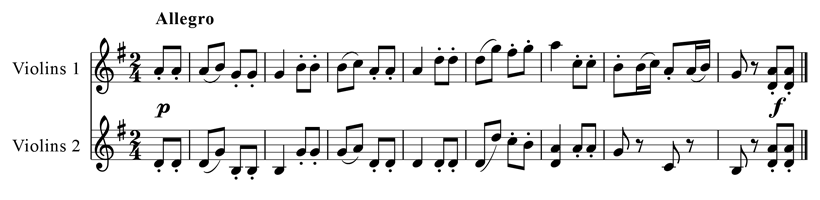
Erstes Thema des Allegro Takt 17–24, Violine 1 und 2

Die beiden Violinen beginnen piano mit dem tänzerischen Thema, das durch seinen Auftakt und die dreifache Tonrepetition gekennzeichnet ist. Viola und Bass setzen im Nachsatz ein. Das achttaktige Thema wird dann im Tutti und forte wiederholt, wobei im Bass ein gegenstimmenartige Sechzehntel-Motiv auftritt (ggf. als aus der entsprechenden Figur der Einleitung abgeleitet interpretierbar). Der ganze weitere Satz basiert auf dem Material dieses Themas (Hauptthema, „monothematische“ Satzstruktur). Dies zeigt sich bereits in der Überleitung (Takt 32–61, durchweg forte), die mehrere kleine Motive hintereinanderschaltet: bspw. ab Takt 36 mit einer Variante des Sechzehntel-Motivs im Unisono. Ab Takt 46 wandert der Kopf des Themas mit Betonung der ersten Taktzeit durch die Instrumente: anfangs unisono, dann sequenziert im Bass und schließlich in den Oberstimmen, hier zudem noch versetzt zwischen Flöte, 1. Oboe und 1. Violine sowie 2. Oboe und 2. Violine.
Auch das etwas ruhigere „zweite Thema“ (ab Takt 61) in der Dominante D-Dur ist mit seinem klopfenden Auftakt aus dem Material des Anfangsthemas abgeleitet. Kennzeichnend ist als Begleitfigur eine chromatische Abwärtsbewegung in Oboe und Fagott. Das viertaktige Thema wird variiert mit Flöte wiederholt und geht dann in eine Forte-Schlusswendung über, in der das Sechzehntel-Motiv in den Oberstimmen vom sich aufschraubenden Themenkopf im Bass unterlagert ist.
Die Schlussgruppe (Takt 77 ff.) greift anfangs die chromatische Abwärtsbewegung mit dem Kopf vom Hauptthema in den Oboen (piano) auf. Die Antwort in den Violinen führt zu einer Forte-Passage mit dem Sechzehntel-Motiv und der vom Hauptthema abgeleiteten Tonrepetition (Takt 85 ff., nun jedoch auf der ersten und nicht mehr auf der zweiten Taktzeit). Der erste Satzabschnitt (Exposition) wird wiederholt.
Die Durchführung beginnt als Streicherpassage im Piano / Pianissimo (Takt 101–128). Anfangs spielen nur die Violinen das Sechzehntel-Motiv und führen sie ins harmonisch ferne As-Dur. Mit Einsatz des Basses tritt dann auch der Kopf des Hauptthemas dazu. Im Tutti-Einsatz ab Takt 129 (forte) werden der Kopf vom Hauptthema und das Sechzehntel-Motiv durch die Instrumente geführt, wobei z. T. ab Takt 151 auch der Themenkopf zu sich selbst versetzt auftritt (Engführung). Nach einem Orgelpunkt auf h führt das Tonrepetitionsmotiv aus der Schlussgruppe (Tonrepetition auf der ersten Taktzeit) zur Reprise, die nach kurzer Zäsur in Takt 179 beginnt.
Die Reprise ist gegenüber der Exposition verändert: So begleitet die Flöte zu Beginn den Themeneinsatz in den Streichern, und auch der Tutti-Einsatz des Themas im Forte (ab Takt 188) erfolgt in veränderter Instrumentierung (Thema in den Bläsern, Gegenstimme in den Violinen, kein Bass). Die Überleitung ist verkürzt und wiederum variiert, ebenso das zweite Thema (ab Takt 227), dessen thematische viertaktige Einheit nur einmal erklingt und dann sogleich weiter fortgesponnen wird. Die Schlussgruppe (Takt ab 240) beginnt wie in der Exposition mit einem Bläsereinsatz (nun Flöte und 1. Oboe), das Tonrepetitionsmotiv aus der Schlussgruppe der Exposition  wird jedoch ausgelassen. Der Satz schließt mit einem letzten Auftritt des Hauptthemas im Tutti. Auch der zweite Satzteil (Durchführung und Reprise) wird wiederholt.

### Zweiter Satz: Largo
D-Dur, 3/4-Takt, 114 Takte
Das Largo stellt einen Variationssatz dar, wobei die Veränderungen ausschließlich Instrumentierung und Klangfarbe in den Begleitstimmen betreffen, während das Thema (meist in parallel geführter Oboe und Cello) unverändert bleibt. Bemerkenswert ist der überraschende Einsatz von Trompeten und Pauken ab einem Fortissimo-Ausbruch im dritten Abschnitt. – Das Largo ist der erste langsame Satz einer Sinfonie, bei dem Haydn Pauken und Trompeten einsetzt.

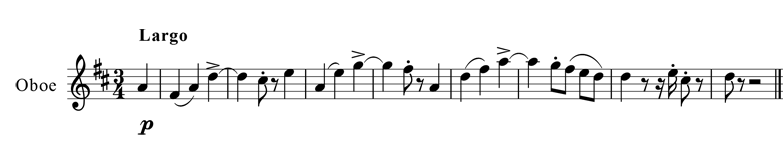
Thema des Largo, Oboe, Takt 1–8

- Abschnitt 1, Vorstellung des Hauptthemas (Takt 1–12): Solo-Oboe und Solo-Cello tragen die sangliche, periodisch aufgebaute Melodie[11] vor, begleitet von Fagott, Horn und Bass. Das Thema wird abgeschlossen von einer etwas melancholischen Schlusswendung in den Streichern (Takt 8–12).
- Abschnitt 2 (Takt 12–28): Stimmführung in Solo-Oboe und Solo-Cello[12], Pizzicato-Begleitung der Violinen, Schlusswendung chromatisch erweitert als Überleitung zum nächsten Abschnitt.
- Abschnitt 3 (Takt 28–52): Stimmführung in Solo-Oboe und Solo-Cello, mit kurzen Floskeln in 1. Violine; Schlusswendung erweitert: Ausbruch im Fortissimo mit erstmaligem Einsatz von Trompeten und Pauken, „Nachklang“ des Ausbruchs piano in gleichmäßigen Vierteln in Flöte & Oboe sowie Streichern.
- Abschnitt 4 (Takt 52–64): Stimmführung in Solo-Oboe, Solo-Cello und Flöte, chromatische Erweiterung der Schlusswendung wie bei Abschnitt 2.
- Abschnitt 5 (Takt 64–83):  Stimmführung in Solo-Oboe und Solo-Cello, mit figurativen Läufen in 1. Violine. Schlusswendung erweitert mit Ausbruch nach d-Moll hin.
- Abschnitt 6 (Takt 83–94): Stimmführung in 1. Violine und Solo-Cello, beginnend in F-Dur (vorige Themeneinsätze alle in D-Dur) mit Wechsel nach d-moll und A-Dur, Schlusswendung verkürzt auf drei kurze Forte-Ausbrüche.
- Abschnitt 7 (Takt 94 bis Ende): Stimmführung in Solo-Oboe, 1. Violine und Solo-Cello, durchgehende Begleitbewegung in 2. Violine, Schlusswendung erweitert ähnlich Abschnitt 3.

### Dritter Satz: Menuetto. Allegretto
G-Dur, 3/4-Takt, mit Trio 70 Takte
Die Hauptmelodie des kraftvollen Menuetts ist durch Vorschläge und zwei- bis dreifache Tonrepetition gekennzeichnet. Im kurzen, echoartigen Nachspiel (piano) treten die Pauken und Hörner mit einer klopfenden Begleitung auf. Der zweite Teil des Menuetts führt anfangs in die B-Tonarten und greift dann ab Takt 33 das Hauptthema in G-Dur wieder auf.
Das Trio steht ebenfalls in G-Dur und kontrastiert zum Menuett. Die Oberstimmen spielen einen bäuerlichen, in sich kreisenden bis monotonen Tanz im Piano, dessen Klangfarbe auch durch den „Bordun-Bass“ etwas bizarr wirkt: Fagotte und Viola spielen ausgehaltene Quinten, die Fagotte sind zudem mit „forte assai“ überschrieben (übrige Instrumente: piano). Die Quinten in Fagotten und Viola werden an jeweils einer Stelle in den beiden Trio-Abschnitten parallel herabgesetzt. Solche „Quintparallelen“ werden sonst üblicherweise vermieden.

### Vierter Satz: Finale. Allegro con spirito
G-Dur, 2/4-Takt, 221 Takte

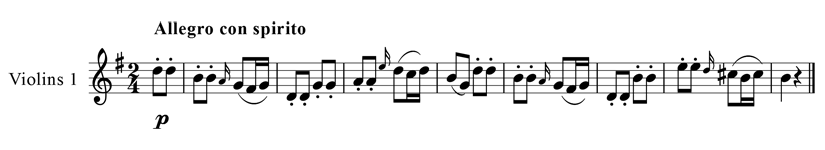
Thema des Allegro con spirito, 1. Violine, Takt 1–8

- Takt 1–32: Der Satz beginnt mit einem einprägsamen, unterhaltend-heiteren Thema, das – wie im ersten Satz – durch Tonrepetition, Staccato und Auftaktigkeit gekennzeichnet ist. Das periodische Thema (achttaktig aus zweimal vier Takten) mit gleichmäßigen Achteln und einer Sechzehntelfloskel wird zunächst nur von den Streichern und Fagott vorgestellt. Der Satzanfang erinnert dabei an ein Rondo-Hauptthema (Struktur A-B-Á): Die Melodie bzw. das Thema (Takt 1–8) wird wiederholt, gefolgt von einem Mittelteil mit Tonartwechsel, Einsatz des vollen Orchesters im Forte und Unisono und Wiederaufgreifen des Hauptthemas, nun zusätzlich mit stimmführender Flöte. Auch Mittelteil und Wiederaufgreifen des Themas werden wiederholt (Takt 9–32).
- Takt 32–52: In Takt 32 setzt das ganze Orchester im Forte ein mit rasanten Läufen in den Violinen (G-Dur).
- Takt 53–65: Variante des ersten Teils des Themas im Piano mit stimmführender 1. Oboe und 1. Violine, Fagott und übrige Streicher begleiten. Beginnend in der Dominante D-Dur, dann kurze Molltrübung und Chromatik.
- Takt 66–84: Einsatz des ganzen Orchesters im Forte mit virtuosen Läufen in den Violinen (D-Dur), am Ende betonter Auftakt.
- Takt 85–108: Thema wie am Satzanfang, Stimmführung in Flöte und 1. Violine, G-Dur, ohne Wiederaufgreifen des Themas (d. h. Struktur A-B).
- Takt 109–158: Mehrstimmig gearbeitete Passage mit den Elementen des Themas (in Fagott und den Streichern), größtenteils im Fortissimo, teilweise wilder Charakter, Takt 136–138 kurzer Orgelpunkt auf h, ab Takt 142 verliert sich die  auftaktige Tonrepetition in einzelnen Instrumentengruppen mit etwas unheimlicher Wirkung.
- Takt 159–190: Thema in vollständiger Gestalt (A-B-Á), G-Dur.
- Takt 190 bis Ende: angekündigt von gravitätischen Akkordschlägen (die den bisherigen Perpetuum-Mobile-Charakter kurz unterbrechen und etwas  an die Einleitung erinnern), setzt wiederum eine Passage mit virtuosen Läufen in den Violinen ein (entsprechend Abschnitt 4, nun aber in G-Dur). Zum Schluss tritt der Themenkopf nochmals im ganzen Orchester auf, nun erstmals im Forte.

„Das Finale ist ein Perpetuum-mobile-‚Kehraus‘ (…). Es ist einer jener Sätze, die dem Zuhörer als ‚Ohrwurm‘ noch Stunden nach dem Ende in den Ohren klingen.“ Einen solchen „Perpetuum-mobile-Charakter“ benutzt Haydn z. B. auch im vierten Satz der Sinfonie  Nr. 96.